# Парламентские выборы в Израиле (2009)
Выборы восемнадцатого состава Кнессета — выборы в парламент Израиля, которые должны были состояться в 2010 году. Однако, новый лидер партии «Кадима»  не смогла сформировать коалиционное правительство и была вынуждена рекомендовать Президенту Шимону Пересу назначить дату досрочных выборов. Выборы состоялись 10 февраля 2009 года.

## Предшествующие события

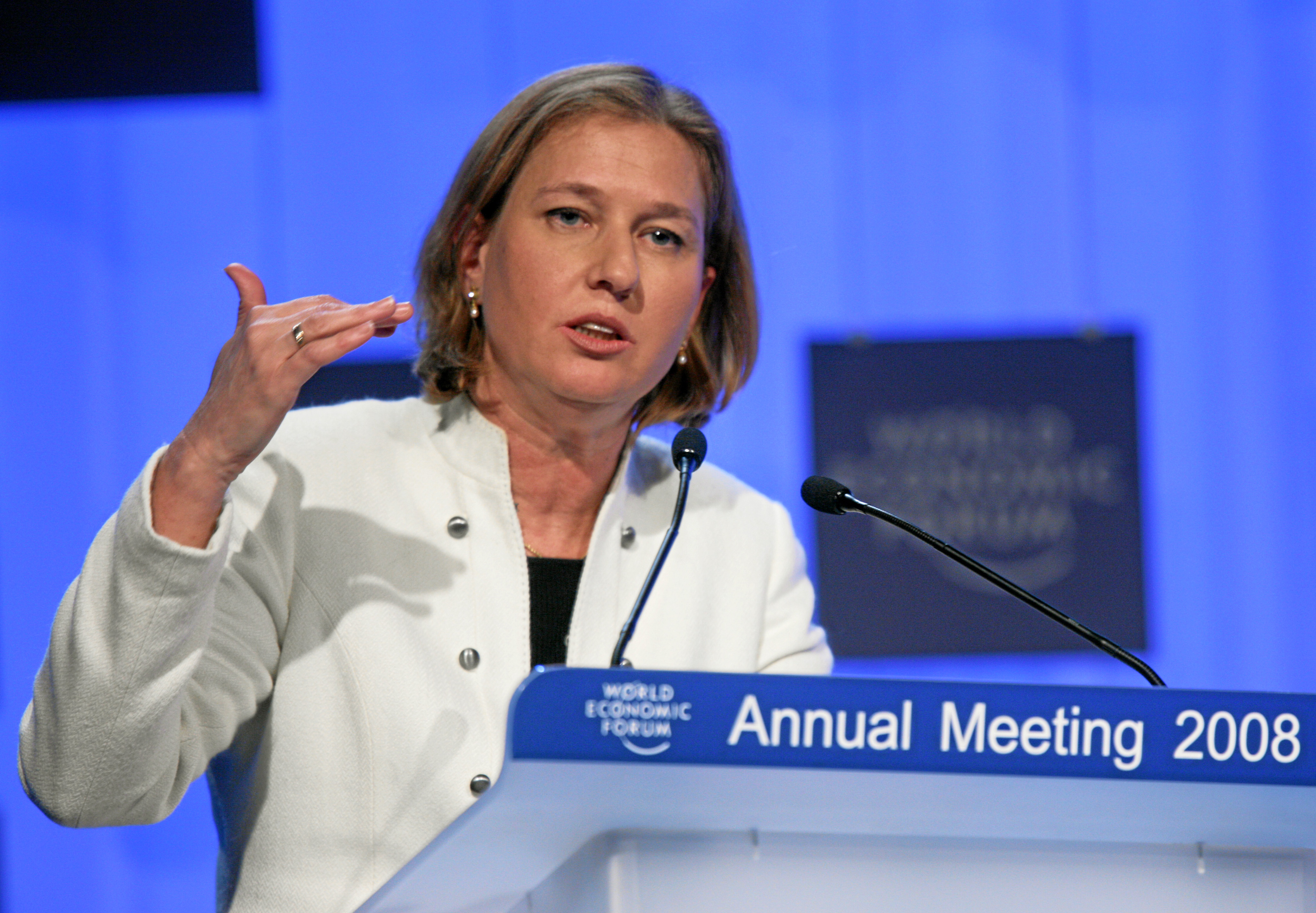
Ципи Ливни

17 сентября 2008 года, в ходе выборов руководителя правящей партии «Кадима» выиграла Ципи Ливни. Предыдущий глава партии Эхуд Ольмерт подал официальное прошение об отставке. Ливни дали шесть недель, чтобы сформировать коалицию, с крайним сроком 26 октября для сторон, чтобы дать согласие присоединиться к новому правительству.
В ходе коалиционных переговоров глава «Кадимы» заручилась поддержкой второй по величине фракции «Авода», но не смогла договориться с консерваторами-ортодоксами из партии ШАС, так как стороны не смогли прийти к соглашению в вопросах о выделении дополнительных средств на поддержку малообеспеченных слоёв населения и предоставлении гарантий сохранения целостности и статуса Иерусалима.

## Итоги выборов
| \| Партия \| Лидер \| число мест в Кнессете \| число мест в Кнессете \| число мест в Кнессете \| \| Партия \| Лидер \| В прошлой каденции[4] \| По предварительным опросам[5] \| Окончательные результаты[4][6] \| \| -------------------------------------------------------------------- \| ------------------ \| --------------------- \| ----------------------------- \| ------------------------------ \| \| Кадима \| Ципора Ливни \| 29 \| 23 \| 28 \| \| Ликуд \| Биньямин Нетанияху \| 12 \| 25 \| 27 \| \| Исраэль Бейтейну «Наш дом — Израиль» (НДИ) \| Авигдор Либерман \| 11 \| 19 \| 15 \| \| Авода \| Эхуд Барак \| 19 \| 16 \| 13 \| \| ШАС \| Овадья Йосеф \| 12 \| 10 \| 11 \| \| арабские партии \| — \| 10 \| 9 \| 11 \| \| Яхадут а-Тора «Еврейство Торы» \| Яков Лицман \| 5 \| 6 \| 5 \| \| Ихуд Леуми «Национальное единство» \| Яков (Кэцеле) Кац \| 5 \| 4 \| 4 \| \| Байт Йегуди — МАФДАЛ митхадешет «Еврейский дом» (обновлённый Мафдал) \| Даниэль Гершковиц \| 4 \| 3 \| 3 \| \| МЕРЕЦ \| Хаим Орон \| 5 \| 5 \| 3 \| |                    |                       |                            |                          |
| Партия | Лидер              | число мест в Кнессете | число мест в Кнессете      | число мест в Кнессете    |
| Партия | Лидер              | В прошлой каденции    | По предварительным опросам | Окончательные результаты |
| Кадима | Ципора Ливни       | 29                    | 23                         | 28                       |
| Ликуд | Биньямин Нетанияху | 12                    | 25                         | 27                       |
| Исраэль Бейтейну «Наш дом — Израиль» (НДИ) | Авигдор Либерман   | 11                    | 19                         | 15                       |
| Авода | Эхуд Барак         | 19                    | 16                         | 13                       |
| ШАС | Овадья Йосеф       | 12                    | 10                         | 11                       |
| арабские партии | —                  | 10                    | 9                          | 11                       |
| Яхадут а-Тора «Еврейство Торы» | Яков Лицман        | 5                     | 6                          | 5                        |
| Ихуд Леуми «Национальное единство» | Яков (Кэцеле) Кац  | 5                     | 4                          | 4                        |
| Байт Йегуди — МАФДАЛ митхадешет «Еврейский дом» (обновлённый Мафдал) | Даниэль Гершковиц  | 4                     | 3                          | 3                        |
| МЕРЕЦ | Хаим Орон          | 5                     | 5                          | 3                        |

- Явка избирателей составила:
  - по данным избирательной комиссии, 64,8 %[7] от общего числа граждан Израиля, в том числе и, проживающих за границей[6].
  - по данным Статистического бюро, 72 %[6] от жителей Израиля, имеющих избирательное право.
- Каждый мандат составил 27,246 голосов[6].